# Canthium strigosum
Canthium strigosum är en måreväxtart som beskrevs av William Grant Craib. Canthium strigosum ingår i släktet Canthium och familjen måreväxter. Inga underarter finns listade i Catalogue of Life.